# Traute Endemann
Traute Endemann  (eigentlicher Name: Anna Gertrud Traute * 17. Oktober 1934 in Kassel; † 18. Februar 2016) war eine deutsche Historikerin.
Traute Endemann legte 1953 an der Helene-Lange-Schule Wiesbaden das Abitur ab. Ab Sommersemester 1953 studierte sie an den Universitäten Freiburg, Münster, München und Marburg die Fächer Geschichte, Philosophie, Romanistik, Philosophie und Politikwissenschaften. Ihr wichtigster akademischer Lehrer war Heinrich Büttner. Im Jahr 1954 hatte sie einen siebenmonatigen Auslandsaufenthalt in Frankreich. Sie schloss ihr Studium im Wintersemester 1960 ab. Im selben Jahr legte sie die Wissenschaftliche Prüfung für das Lehramt an Höheren Schulen in den Fächern Geschichte, Französisch und Politik ab. Endemann war von 1960 bis 1962 Büttners Assistentin an der Philipps-Universität Marburg. Ein Jahr später wurde sie mit der von Büttner betreuten Arbeit Markturkunde und Markt in Frankreich und Burgund vom 9. bis 11. Jahrhundert promoviert. Von 1962 bis 1964 absolvierte sie ihr Referendariat in Darmstadt. Im Jahr 1964 legte sie die zweite Staatsprüfung für das Lehramt an Gymnasien ab. Von 1967 bis 2000 war sie im gymnasialen Schuldienst tätig. Seit 1975 war sie Studiendirektorin und als Fachbereichsleiterin für das gesellschaftswissenschaftliche Aufgabenfeld an der Lichtenbergschule Darmstadt tätig. Seit 1981 war sie Fachleiterin am Studienseminar für das Lehramt an Gymnasien in Darmstadt. Am 18. Februar 2016 verstarb sie in ihrem 82. Lebensjahr. Sie wurde auf dem Waldfriedhof Darmstadt beerdigt.
Ihre Arbeitsschwerpunkte waren die vergleichende französisch-deutsche Verfassungsgeschichte im Früh- und Hochmittelalter sowie die Wissenschaftsgeschichte. Sie wurde 1966 korrespondierendes Mitglied im Südwestdeutschen Arbeitskreis für Stadtgeschichtsforschung. Von 1964 bis 1967 war sie Wissenschaftliche Assistentin im Konstanzer Arbeitskreis für mittelalterliche Geschichte, deren Mitglied sie 1981 wurde. Damit war sie über lange Zeit die einzige Frau in diesem in der Mittelalterforschung angesehenen Gelehrtenkreis. Seit 1983 war sie Schriftführerin des Arbeitskreises. Sie legte ein Archiv mit statistischem Datenmaterial an. Daraus wurde ersichtlich, wer an den Tagungen teilnahm oder welche Vorträge er hielt. Über diesen Arbeitskreis publizierte sie 2001 anlässlich seines fünfzigjährigen Bestehens eine Geschichte. Nach der Schließung des traditionellen Tagungshauses, des Hotels „Kaiserpfalz“ in Mittelzell, sorgte Endemann in den 1990er Jahren wesentlich dafür, dass der Arbeitskreis eine neue Tagungsstätte fand. Im Jahr 1991 brachte Endemann eine Neuausgabe von Heinrich Büttners Geschichte des Elsaß von 1939 heraus.

## Schriften (Auswahl)
- Geschichte des Konstanzer Arbeitskreises. Entwicklung und Strukturen 1951–2001. Thorbecke, Stuttgart 2001, ISBN 978-3-7995-6907-1 (Volltext online).
- Vogtei und Herrschaft im alemannisch-burgundischen Grenzraum (= Vorträge und Forschungen. Sonderband. Band 6). Thorbecke, Konstanz 1967 (Volltext online).
- Markturkunde und Markt in Frankreich und Burgund vom 9. bis 11. Jahrhundert (= Vorträge und Forschungen. Sonderband. Band 4). Thorbecke, Konstanz 1964 (Volltext online).